# May Cheong Group
La May Cheong Group (MCG) è una azienda cinese produttrice di giocattoli con direzione ad Hong Kong, fondata nel 1976. È soprattutto specializzata in modellini di autoveicoli e vende i suoi prodotti in tutto il mondo.

## Storia
Fu fondata da due fratelli, P.Y.Ngan e Y.C.Ngan, ai quali poco dopo si aggiunse la moglie del primo, Katherine.
Si è sviluppata acquisendo diversi marchi di aziende, anche italiane. Nel 1990 acquisisce  il marchio Maisto, nel 2005 il marchio Bburago ed il marchio Polistil. L'azienda ha nel mondo circa 7500 dipendenti e un'area produttiva di più di 180.000 metri quadrati.
Dal novembre 2014 ha un accordo per vendere in esclusiva i modellini di auto Ferrari.
Nel 2017, in occasione dei suoi 50 anni di vita, la società lancia la linea di prodotti "BB Junior" dedicata ai bambini in età pre-scolare.